# Rolf Gustafsson (konstnär)
För andra med samma eller liknande namn, se Rolf Gustafsson (olika betydelser)
Rolf Johan Kenth Gustafsson, född 14 juli 1952 i Stockholm, är en svensk målare och skulptör. 
Gustafsson studerade vid Grundskolan för konstnärlig utbildning i Stockholm 1969-1971, Valands Konsthögskola i Göteborg 1971-1978. 
Han genomförde sin debututställning på Galleri Garmer i Göteborg 1983, och har medverkat i utställningar på Galleri Östra Flygeln i Karlstad, Åmåls Konsthall, Färgelanda Konsthall, Galleri Porten i Lund, Lilla Konstsalongen i Malmö, Konstgalleriet i Mariestad, Galleri Benickebrinken i Stockholm, Konstnärsföreningen i Västerås, Anderssons Konsthandel i Skövde, Konstfrämjandet i Örebro och Karlstad, Galleri Gripen i Karlstad, Galleri Aveny i Göteborg och Stockholm Art Fair. 
Bland hans offentliga arbeten märks utsmyckningen av korridorer på Psykiatrihuset och entrén till Barnpsykiatriska kliniken vid Centralsjukhuset i Karlstad, Glasväggar på Aktivitetshuset Brinkåsen i Vänersborg, Väggrelief Bifrosts daghem i Mölndal, Väggmålning för Riksbyggen i  Karlstad, Trapphus och fasader kvarteret Låglandet i Karlstad, Grossbolsskolan i Forshaga, Väggmålning för Läkarhuset i Vällingby, trapphus kvarteret Kooperatören i Forshaga, Scandic Hotel i Alvik och Dalkia i Stockholm. Tillsammans med Calevi Tenhovaara utförde han en skulpturgrupp till Ullerudsgården i Deje och tillsammans med Jim Berggren och Nils-Erik Mattsson utsmyckade han 13 trapphus kvarteret Landsknekten i Göteborg. 
Han har tilldelats Göteborgs stads kulturstipendium 1983 och Statligt arbetsstipendium 1989 och 1993.
Gustafsson är representerad vid Statens konstråd Göteborgs konstmuseum[källa behövs] , Värmlands museum, Varbergs museum och landstingen i Skaraborg, Värmland, Västmanland, Stockholm och Malmö.
Han medverkade i uppbyggnaden av en konstgrafisk verkstad i Mölndal, det som senare blev Bolaget Vardagsbilder i Mölndal.